# Episodi di Kids Incorporated (ottava stagione)
L'ottava stagione della serie televisiva Kids Incorporated è stata trasmessa in anteprima negli Stati Uniti d'America da Disney Channel nel corso del 1992.
| nº | Titolo originale     | Titolo italiano | Prima TV USA | Prima TV Italia |
| -- | -------------------- | --------------- | ------------ | --------------- |
| 1  | Jared for President  |                 | 1992         |                 |
| 2  | The Show             |                 | 1992         |                 |
| 3  | Lay Off              |                 | 1992         |                 |
| 4  | We Love Granny       |                 | 1992         |                 |
| 5  | Commercial Free      |                 | 1992         |                 |
| 6  | Mystery, She Wrote   |                 | 1992         |                 |
| 7  | The Joke's on Us     |                 | 1992         |                 |
| 8  | Fashion Forward      |                 | 1992         |                 |
| 9  | The Commercial       |                 | 1992         |                 |
| 10 | Party Out            |                 | 1992         |                 |
| 11 | Old Friends          |                 | 1992         |                 |
| 12 | On Your Toes         |                 | 1992         |                 |
| 13 | The Boy of La Mancha |                 | 1992         |                 |